# Orak (İzmir)
Pour les articles homonymes, voir Orak.
L'île d'Orak (en turc Orak Adası) est une île turque de la mer Égée située dans le district de Foça, dans la province d'İzmir, en région Égéenne. 

## Description
L'île, inhabitée, se trouve à quatre kilomètres de Foça et mesure environ 2 000 mètres de longueur. Occupée à l'époque gréco-romaine, elle comporte les traces d'un sanctuaire dédié à Cybèle.
L'île est fréquentée par le phoque moine de Méditerranée, une espèce pinnipède menacée.